# NCT (band)
NCT (Hangul: 엔시티) er en sydkoreansk gruppe skabt af SM Entertainment. Gruppens navn NCT står for Neo Culture Technology, og beskriver gruppens koncept med et ubegrænset antal af medlemmer delt ind i forskellige undergrupper spredt over hele verden.
Gruppen er delt ind i de fire undergrupper NCT U, NCT 127, NCT Dream, og WayV. Hele NCT består af 23 medlemmer fra henholdsvis Sydkorea, Thailand, Kina, Hong Kong, Japan, USA og Canada.

## Historie

### 2013-2016: Før debut
Alle NCT medlemmer, undtagen Renjun, Chenle, Sungchan og Shotaro, var en del af SM Rookies, et team bestående af S.M. Entertainment trainees.
I januar 2016 gav S.M. Entertainments grundlægger Lee Soo Man en præsentation kaldet "SMTOWN: New Culture Technology 2016", hvor han præsenterede konceptet for deres næste gruppe, hvor planen ville være at have grupper af forskellige nationaliteter og placeret i forskellige byer rundt over hele verden.

### 2016: NCT U, NCT 127, NCT Dream
Den 4. april 2016 annoncerede S.M. Entertainment det første NCT's unit, NCT U, der bestod af seks medlemmer: Taeil, Taeyong, Doyoung, Ten, Jaehyun og Mark. De udgav to singler, "The 7th Sense" (Taeyong, Doyoung, Ten, Jaehyun, Mark) den 9. april, og "Without You" den 10. april på både koreansk og kinesisk. Taeil, Doyoung og Jaehyun sang den koreanske version, og Kun, på dette tidspunkt en del af SM Rookies, var med på den kinesiske version.
Den 1. juli blev NCT's andet unit, NCT 127, annonceret. Den 7. juli havde de deres officielle debut med sangen "Fire Truck" fra deres EP, NCT #127, der blevet digitalt udgivet den 10. juli og fysisk udgivet den 11. Den 29. juli udgav de singlen "Taste the Feeling" i samarbejde med Coca-Cola.
Den 18. august blev NCT Dream annonceret som NCT's tredje unit. Gruppen, bestående af syv medlemmer: Mark, Renjun, Jeno, Haechan, Jaemin, Chenle og Jisung, udgav deres første single "Chewing Gum" den 24. august og havde deres officielle debut den 25. august.

### 2017
Den 27. december 2016 blev det annonceret, at NCT 127s næste comeback inkluderede to nye medlemmer, Johnny og Doyoung, der tidligere havde været en del af NCT. U Den 5. januar udgav de musikvideoen "Limitless", og den 6. januar blev EP'en "Limitless" digitalt udgivet. "Limitless" debuterede som nummer 1 på Billboard's World Albums Chart, og Dazed Digital kaldte "Limitless" en af de bedste K-pop sange fra 2017.
Den. 1 februar blev det annonceret, at NCT Dream ville udgive deres første singlealbum, The First, den 9. februar. S.M. Entertainment annoncerede, at Jaemin ikke kunne deltage i comebacket på grund af helbredsproblemer. Som den første NCT gruppe, vandt NCT Dream førstepladsen på musikprogrammet "The Show" med sangen "My First and Last". De blev valgt som Koreas officielle ambassadører for 2017 U/20 VM, og udgav den officielle sang "Trigger the Fever" den 15. marts.
Den 8. marts blev det offentliggjort, at Johnny og Jaehyun var blevet valgt som værter på SBS Power FMs nye radioprogram “NCT's Night. Night” Radioprogrammet begyndte den 20 marts 2017.
Den 15. juni kom NCT 127 med deres tredje EP, "Cherry Bomb". Med "Cherry Bomb" vandt NCT 127 førstepladsen på musikprogrammet “M!CountDown” den 22. juni, for første gang og som den anden NCT gruppe. Cherry Bomb" blev valgt af Billboard som en af de bedste K-pop sange fra 2017.
Den 17. august udgav NCT Dream deres første EP "We Young". I december 2017 udgav de julesangen "JOY" som en del af S.M. Station.

### 2018: NCT 2018
I januar 2018 udgav NCT U (Taeil, Doyoung, Jaehyun) sangen "Timeless" som en del af S.M. Station.
I midten af januar 2018 kom NCT med projektet NCT 2018, hvor alle medlemmer, for første gang, lavede musik sammen.  Den 30. januar kom videoen "NCT 2018 Yearbook #1", hvor alle medlemmer af NCT U, NCT 127 og NCT Dream tog del, og de tre nye medlemmer Kun, Lucas og Jungwoo blev introduceret. Den 14. marts kom NCTs første studiealbum NCT 2018 Empathy. Albummet bestod af 12 sange udgivet mellem 2016 og 2018. De nye sange "Boss" (NCT U - Taeyong, Doyoung, Jaehyun, Winwin, Jungwoo, Lucas, Mark), "Baby Don't Stop" (NCT U - Taeyong and Ten), Go (NCT Dream), Touch (NCT 127) og Yestoday (NCT U - Taeyong, Doyoung, Lucas, Mark) fik alle en musikvideo og blev alle, undtaget Yestoday, promoveret på de forskellige musikprogrammer. Sangen "Black on Black" inkluderede for første gang alle 18 medlemmer i én sang, og afsluttede NCT 2018 projektet.
Den 18. maj 2018, blev NCT valgt af Billboard som en del af deres "Emerging Artist" hitliste, som den første K-pop gruppe nogensinde.
Den 3. september udkom NCT Dreams tredje Ep, "We Go Up" og en single af samme navn. Samtidig bekræftede SM Entertainment, at Mark ikke længere vil være en del af NCT Dream.
I september annoncerede SM Entertainment at NCT 127 vil have et comeback med albummet Regular-Irregular, og at NCT U-medlemmet Jungwoo var blev tilføjet til gruppen, så gruppen nu vil bestå af 10 medlemmer i stedet for 9.

### 2019: WayVs debut, samt nye projekter for NCT Dream og NCT 127
Den 31 December, 2018, annoncerede SM Entertainment NCT's fjerde unit "WayV". Denne unit er baseret i Kina, og består af de 7 medlemmer: Kun, Winwin, Ten, Lucas, Hendery, Xiaojun, og Yangyang. WayV er under den kinesiske pladeselskab Label V, som er et søsterselskab af SM Entertainment. Af kulturelle årsager, er WayV ikke under det samme pladeselskab, som resten af NCT grupperne. WayV debuterede d. 17 Januar, 2019, med den kinesiske version af "Regular". Deres ep The Vision blev udgivet digitalt og indeholdte også den kinesiske version af "Come Back", som originalt blev udgivet i NCT 127's japanske EP Chain, samt den originale sang "Dream Launch".
Den 26 Januar, 2019, påbegyndte NCT 127 deres første koncert turné, ved navnet "Neo City - The Origin". Turnéen havde datoer i Syd Korea, Japan, Nord Amerika, samt Europa. I løbet af turnéen, udgav de singlen "Wakey-Wakey" 18. marts, som senere ville blive inkluderet i deres første japanske fulde studiealbum Awaken, der udkom 17. april. Deres fjerde EP We Are Superhuman blev udgivet 24. maj, med sangen "Superhuman" som titelsangen.
Den 9 Maj, udgav WayV deres første EP "Take Off", sammen med titel sangen af samme navn.
Den 6 Juni, udgav NCT Dream sangen "Don't Need Your Love", i samarbejde med den britiske sanger HRVY, som en del af SM Station sæson 3.
Den 16 Juli, udgab NCT Dream deres tredje EP "We Boom", og dens titel sang "Boom".
Den 19 Oktober, udgave WayV deres andet EP "Take Over the Moon", og dens titel sang "Moonwalk".
Den 13 December, udgav NCT U (Taeil, Doyoung, Jaehyun, og Haechan) sangen "Coming Home", som en del af SM Entertainments SM Station X projekt.

### 2020: NCT 2020
Den 12. oktober udgav NCT første part af deres andet studiealbum Resonance. Der er i alt 12 sange på albummet og to singler. Deres første single "Make A Wish (Birthday Song)", og tilhørende musikvideo, udkom samme dag som albummet, efterfulgt af en musikvideo til nummeret "From Home", der blev udgivet 19. oktober. Begge sange er af NCT U. NCT 2020 kombinerer medlemmer fra de forskellige subunits: NCT 127, NCT Dream og WayV.
Den 21. september 2020 afslørede SM Entertainment, at to nye medlemmer ville debutere i NCT 2020. De to nyeste medlemmer, Sungchan og Shotaro, blev officielt introduceret i en 'V Live' udsendelse. Shotaro, som er fra Japan, er NCTs 2. japanske medlem.
Den 12. oktober lidt før udgivelsen af albummet var det annonceret, at NCT 2020 Resonance Pt.1, havde fået mere end 1,1 millioner forudbestillinger, hvilket gør den til det første millionsælgende album under et andet repackage-album.
NCT 2020 Resonance Pt.1 blev efterfulgt af part to af albummet, NCT 2020 Resonance Pt. 2 i november 2020.
Den 2. maj 2021, otte dage for udgivelsen af deres første studiealbum Hot Sauce, havde NCT DREAM solgt over 1.715.000 kopier af albummet, hvilket satte dem på første pladsen af flest pre-orders af alle k-pop-albums nogensinde.

## Medlemmer
- Taeil (Moon Tae Il)
- Johnny (John Suh / Suh Young Ho)
- Taeyong (Lee Tae Yong) - leder af NCT 127.
- Yuta (Nakamoto Yuta)
- Kun (Qian Kun)
- Doyoung (Kim Dong Young)
- Ten (Chittaphon Leechaiyapornku / Lee young Heum / Li Yong Qin)
- Jaehyun (Jung Yoon Oh / Jung Jae Hyun)
- Winwin (Dong Si Cheng)
- Jungwoo (Kim Jung Woo)
- Lucas (Wong Yuk Hei / Huang Xu Xi)
- Mark (Mark Lee / Lee Min Hyung)
- Renjun (Huang Ren Jun)
- Jeno (Lee Je No)
- Haechan (Lee Dong Hyuck)
- Jaemin (Na Jae Min)
- Chenle (Zhong Chen Le)
- Jisung (Park Ji Sung)
- Xiaojun (Xiao De Jun)
- Hendery (Wong Kunhang / Huang Guanheng)
- Yangyang (Liu Yangyang)
- Shotaro (Osaki Shotaro)
- Sungchan (Jung Sung Chan)

### Grupper
- NCT U - et roterende unit, der gør det muligt at skabe grupper med forskellige medlemmer. Består i øjeblikket af Taeil, Taeyong, Doyoung, Ten, Jaehyun, Winwin, Jungwoo, Lucas og Mark
- NCT 127 - et fastlåst unit bosat i Seoul, som består af Taeil, Johnny, Taeyong Yuta, Doyoung, Jaehyun, Winwin, Jungwoo, Mark og Haechan. NCT 127s leder er Taeyong.
- NCT Dream - et roterende unit, hvor medlemmerne "dimitterer" når de bliver 18. NCT Dream består originalt af Mark, Renjun, Jeno, Haechan, Jaemin, Chenle og Jisung. Mark var en form for uofficiel leder af gruppen, men "dimitterede" NCT Dream i starten af 2019.

I April 2020 annoncerede SM Entertainment at NCT Dream, ville fungere som en roterende gruppe, lidt ligesom NCT U, men med samme medlemmer. NCT Dream er tilbage til at være syv medlemmer igen, da at Mark er tilbage, efter at have været dimitteret. Det betyder at NCT Dream er en fast gruppe, og ikke længere har konceptet med at medlemmer dimitterede.
- WayV - et sub-unit af NCT's kinesiske og thai medlemmer. Af kulturelle oversager er gruppen ikke under S.M. Entertainment, men under det kinesiske pladeselskab, Label V. De debuterede med den kinesiske version af "Regular". WayV består af Winwin, Yangyang, Hendery, Xiaojun, Kun, Ten og Lucas.

## Diskografi
NCT's (alle units) diskografi består af fem studiealbum, 15 EP-er og 18 singler udgivet på koreansk, kinesisk, japansk og engelsk. Som en del af projektet NCT 2018, udgav NCT deres første studiealbum "NCT 2018 Empathy", hvor 18 af medlemmerne deltog. I forbindelse med NCT 2020 udgav de deres andet album som samlet gruppe kaldet "NCT RESONANCE". Her deltog 23 medlemmer. Alle NCT units samt medlemmerne Ten, Mark, Doyoung og Taeyong har udgivet sange som en del af S.M. Entertainments projekt S.M. Station.

### NCT 2018
Studiealbum
- NCT 2018 EMPATHY (2018)

Singler
- Black On Black

### NCT 2020
Studiealbum
- NCT RESONANCE (Pt. 1 og Pt. 2)

Singler
- RESONANCE

### NCT Dream
Single album
- The First (2017)

EP-er
- 'We Young (2017)
- We Go Up (2018)
- Reload (2020)

Singler
- Trigger the Fever (2017)
- JOY (2017)
- Candle Light (2018)
- Don't Need Your Love - NCT DREAM, HRVY
- Fireflies - Officiel single for World Scout Foundation (2019)
- Up To You - PRETTYMUCH ft. NCT DREAM (2019)

Studiealbum
- Hot Sauce (2021)

### NCT 127
EP-er
- NCT #127 (2016)
- Limitless (2017)
- Cherry Bomb (2017)
- Chain (2018)
- LOVEHOLIC (2021)

Studiealbum
- Regular-Irregular (2018)
- Awaken (2019)
- "NCT #127 Neo Zone" (2020)

Singler
- Taste the Feeling (2016)
- Wakey-Wakey (2019)
- Let's Shut Up & Dance - Jason Derulo, LAY, NCT 127 (2019)
- So Am I - Ava Max ft. NCT 127 (2019)
- Highway To Heaven - Engelsk Version (2019)

### NCT U
Studiealbum - NCT 2018 EMPATHY
- The 7th sense (2016)
- Without You (2016)
- Timeless (2018)
- Boss (2018)
- Baby Don't Stop (2018)

Studiealbum - NCT 2020 RESONANCE, titelsange
- Make a Wish (Birthday Song)
- From Home
- 90's Love
- Work It

### WayV
EP-er
- The Vision (2019)
- Take Me Over The Moon (2019)
- Kick Back (2021)

Singler
- Regular (2019)
- Dream Launch (2019)
- Love Talk - Engelsk version (2019)
- Turn Back Time - Koreansk Version (2020)
- Bad Alive - Engelsk Version (2020)

Studiealbum
- Awaken The World (2020)